# 스코트어
스코트어(Scots) 또는 롤란즈(Lallans, 영어로 Lowlands)는 게르만어파에 속하는 언어로, 종종 스코틀랜드 고지에서 주로 쓰이는 스코틀랜드 게일어와 구분짓기 위해 ‘저지 스코틀랜드어(Lowland Scots)’라고 부르기도 한다. 스코틀랜드의 롤런드 지방과 아일랜드섬의 얼스터(북아일랜드 및 아일랜드 일부 접경지역)에서 쓰인다. 얼스터에서 쓰이는 스코트어는 얼스터 스코트어 혹은 율란즈(Ullans)라고 부르는데, 해당지역에서는 단순히 Scots 혹은 Scotch라고 지칭한다.
스코트어 사용자들은 Braid Scots(영어로 Broad Scots(광역 스코트어))나 Oor ain leid(영어로 Our own language(우리 자신의 언어))라 부른다.

## 정의
스코트어는 중세 영어의 북부방언에서 파생된 언어로서 영어와는 언어적으로 매우 가까운 관계이다. 때문에 스코틀랜드 영어의 방언으로 포함시키기도 하지만 스코틀랜드 표준 영어(Scottish Standard English)와는 상당히 이질적인 면모를 띠고 있는 것이 사실이다. 스코트어와 스코틀랜드 표준 영어의 관계를 하나의 언어적 연속체 속에서의 양쪽 끝자락으로 보기도 한다. 일반적으로 스코트어를 현존하는 개별 방언을 갖는 영어의 오래된 변종 가운데 하나로 간주하는 견해는 이러한 관점에 의거한다. 한편 스코트어를 영어와 구별되는 별개의 게르만계 언어로 보기도 하는데, 이는 노르웨이어가 덴마크어와 밀접하지만 별개의 언어로 간주하는 것과 같은 맥락이다. 이처럼 스코트어를 독립된 언어로 볼 것인가, 혹은 영어의 방언으로 보아야 할 것인가에 대한 논쟁이 이어져 오고 있다. 스코트어에 대한 언어로서의 위치와 역사 및 사회적 위상에 대한 논쟁은 언어와 방언의 경계에 대한 포괄적인 정의가 없다는 점에서도 쉽지 않은 문제이다.
2010년 스코틀랜드 정부가 시행한 "스코트어에 대한 여론조사"에서 응답자(스코틀랜드의 성인남녀 1000여명)의 64%가 "스코트어를 언어라고 생각하지 않는다."라고 응답한 것으로 나온다. 하지만, 그 가운데 스코트어를 가장 빈번하게 사용하는 응답자의 58%는 스코트어가 언어가 아니라는 데에 동의하기 어렵다고 한 반면, 스코트어를 쓰지 않는 응답자의 72%는 언어가 아니라는 데에 동의하였다는 점도 주목해야 할 부분이다. 한편 2011년의 스코틀랜드 국세조사에서는 스코트어 능력에 대한 항목이 포함되었다.

## 음운
1. 음운적으로는 고대 영어의 음운 및 음석적 특질을 다수 간직하고 있다.
  - aft (=often; 고대 영어: oft)
  - licht [lɪçt] (=light), nicht [nɪçt] (=night), thocht [θoxt] (=thought; 고대 영어: þōcht, 독일어: dächt)
  - twa (=two), ance (=once), yin (=one)
  - aboot (=about), boo(=bow), roond (=round)
  - kirk (=church; k > ċ > [ʧ] 변화를 거치지 않았다.), birk (=birches)
  - wynd [waɪnd] (=wind), ye (you)
2. 때로는 고대 영어 및 잉글랜드 영어와 구분되는 독자적 음운/어휘 변화를 보이기도 한다.
  - bonnie, laddie, lassie
3. 스코틀랜드 게일어와 북게르만어 계통 언어로부터 어휘를 차용하였다.
  - loch (호수, 피오르드)
  - syne [sain] (=since; 북유럽어에서 차용)

## 같이 보기
- 스코트어 위키백과

### 사전 및 언어학적 정보
- 스코트어 사전(The Dictionary of the Scots Language) 보관됨 2008-02-20 - 웨이백 머신 (영어)
- 스코틀랜드어 사전(Scottish Language Dictionaries Ltd.) 보관됨 2013-01-14 - 웨이백 머신 (영어)
- 방언지도 보관됨 2007-03-31 - 웨이백 머신 (영어)
- 스코트어 SAMPA 표기 보관됨 2003-08-11 - 웨이백 머신 (영어)
- 스코트어 단어 (영어)

### 읽을거리
- ScotsteXt – 스코트어 도서, 시집 (영어)
- A Tait Wanchancie – 스코트어 글 모음 (영어)
- 스코틀랜드 문장 회화 코퍼스(Scottish Corpus of Texts & Speech) – 스코트어와 스코틀랜드 영어의 멀티미디어 코퍼스 (영어)
- BBC Voices 스코트어 항목 (영어)